# Ivan Sutherland
Ivan Edward Sutherland (* 16. května 1938 Hastings, Nebraska) je americký vědec, průkopník v oboru počítačová grafika a nositel Turingovy ceny. Mnohými je považován za zakladatele moderní počítačové grafiky.

## Život a dílo

### Mládí
Ivan Sutherland se narodil ve městě Hartings ve státě Nebraska roku 1938, jako syn stavebního inženýra a učitelky. Na střední škole byla Sutherlandovým oblíbeným předmětem geometrie.
Sutherland se poprvé s počítačem setkal na střední škole, tento počítač se jmenoval SIMON a měl k dispozici 12 bitů paměti. Sutherlandův první program naučil SIMONa dělit. Tento program zabíral osm A4 stran a byl to do té doby nejdelší program, který byl pro SIMONa napsán. Sutherland se tak ve své době stal jedním z prvních středoškolských studentů na světě, kteří měli zkušenosti se psaním počítačových programů a po dokončení střední školy byl přijat na Carnegieho technologický institut, kde mu bylo přiznáno stipendium v plné výši.

### Studia
Sutherland vystudoval bakalářský obor elektrotechnické inženýrství na Carnegieho technologickém institutu a ve stejném oboru pokračoval na Kalifornském technologickém institutu (Caltech), kde získal magisterský titul. V doktorandském studiu Sutherland pokračoval na MIT (Massachusettském technologickém institutu), kde roku 1963 získal doktorát za svou práci nazvanou Sketchpad: Systém pro grafickou komunikaci mezi člověkem a počítačem (Sketchpad: A Man-machine Graphical Communications System). Součástí práce byl program Sketchpad, který byl v mnoha oblastech výpočetní techniky průlomový, jednalo se o prvního předchůdce současných grafických CAD systémů. V souvislosti se Sketchpadem se o Sutherlandovi mluví jako o prvním programátorovi, který využil principů objektově orientovaného programování, a to pro popis geometrických útvarů používaných v rámci Sketchpadu.

### Působení v armádě
Po zakončení studií Sutherland vstoupil do armády, kde pracoval pro Národní Bezpečnostní Agenturu (NSA) jako elektro inženýr. Následující rok byl přeložen do Advanced Research Projects Agency (ARPA), spadající pod americké ministerstvo obrany, kde se zabýval výzkumem v oblasti umělé inteligence.

### Působení na Harvardově univerzitě
Po ukončení práce v armádě, roku 1965, směřuje Sutherland na Harvardovu univerzitu, kde mu je nabídnuta profesura. Na Harvardu Sutherland za pomoci studenta Boba Sproulla vytvořil historicky první virtuální realitu vybavenou zařízením, které poté, co bylo nasazeno na hlavu uživatele, uživateli zobrazovalo třírozměrné obrysy (zobrazeny byly pouze hrany polygonů) místností.

### Založení společnosti Evans a Sutherland
Roku 1968 Sutherland se svým kolegou Davidem Evansem spoluzakládá společnost Evans a Sutherland. Společnost se zabývá výzkumem v oblasti provádění výpočtů pro počítačovou grafiku v reálném čase a hardwarovými prostředky, umožňujícími tohoto dosáhnout. V Evans a Sutherland byli mimo jiné zaměstnáni John Warnock a Jim Clark, budoucí zakladatelé společností Adobe a Silicon Graphics.

### Působení na Utažské univerzitě
Roku 1968 Sutherland získává profesuru na Utažské univerzitě, která si začala budovat pověst mekky výzkumu v oblasti počítačové grafiky. Za Sutherlandovo šestileté působení na Utažské univerzitě se u něj vystřídalo mnoho žáků, jejichž jména se později zapsala do historie výpočetní techniky, například Alan Kay – vynálezce jazyka Smalltalk, Henri Gouraud, objevitel gouraudova stínování nebo Franklin Crow, vynálezce metod antialiasingu.

### Působení na Kalifornském technologickém institutu
Roku 1976 se Sutherland stává vedoucím katedry informačních technologií na Caltech, kde před lety sám studoval.

### Současnost
Sutherland nyní působí jako viceprezident společnosti Sun Microsystems, pravidelně přednáší na univerzitě v Berkeley, do současnosti napsal přes 49 odborných publikací a vlastní přes 60 patentů. Sutherland má dvě děti, Juliet a Deana, a čtyři vnoučata.

## Citáty
- Display, připojený k počítači, nám dává možnost seznámit se s koncepty, které nejsou v reálném světě možné. Je to okno do matematické říše divů.
- Jen potřebuji zjistit, jak věci fungují.
- Vždy je uspokojivé najít jednoduché řešení problému, o kterém jsme si mysleli, že je složitý. Nejlepší řešení jsou vždy jednoduchá.

## Významné patenty
- US patent 3,639,736 (1969) Display Windowing by Clipping Archivováno 13. 6. 2020 na Wayback Machine.
- US patent 3,889,107 (1973) Polygon Sorting Archivováno 13. 6. 2020 na Wayback Machine.